# Anier García

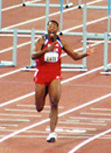
Anier García

Anier García (* 9. März 1976 in Santiago de Cuba) ist ein kubanischer Leichtathlet, der im 110-Meter-Hürdenlauf bei den Olympischen Spielen 2000 in Sydney die Goldmedaille gewann. Er war damit der zweite kubanische Olympiasieger auf einer Laufstrecke – nach Alberto Juantorena 1976 (400- und 800-Meter-Lauf).
Bei den Weltmeisterschaften 1999 in Sevilla und 2001 in Edmonton wurde er jeweils Zweiter.
Er gehörte bei den Olympischen Spielen 2004 in Athen zu den großen Medaillenhoffnungen Kubas und gewann die Bronzemedaille.
Anier García hat bei einer Größe von 1,89 m ein Wettkampfgewicht von 79 kg.

## Persönliche Bestzeiten
- 200 m – 22,99 Sekunden
- 110 m Hürden – 13,00 Sekunden